# Wahnsinn
Als Wahnsinn wurden bis etwa zum Ende des 19. Jahrhunderts bestimmte Verhaltens- oder Denkmuster bezeichnet, die nicht der akzeptierten sozialen Norm entsprachen. Unterstellt wurde dabei stets ein dieser Norm konformes Ziel. Meist bestimmten gesellschaftliche Konventionen, was unter „Wahnsinn“ verstanden wurde: Der Begriff konnte z. B. wie das Wort Verrücktheit für bloße Abweichungen von den Konventionen (vgl. lateinisch delirare aus de lira ire, ursprünglich landwirtschaftlich „von der geraden Furche abweichen, aus der Spur geraten“) stehen. Er konnte aber auch für psychische Störungen verwendet werden, bei denen ein Mensch bei vergleichsweise normaler Verstandesfunktion an krankhaften Einbildungen litt, bis hin zur Kennzeichnung völlig bizarrer und (selbst-)zerstörerischer Handlungen. Auch Krankheitssymptome wurden zeitweilig als Wahnsinn bezeichnet (etwa jene der Epilepsie oder eines Schädel-Hirn-Traumas).
Der Begriff des „Wahnsinns“ wurde historisch einerseits in unterschiedlichen Kontexten mit verschiedenen Bedeutungen verwendet und andererseits rückblickend auf verschiedene Phänomene angewendet. Daher ist er ein medizin- und kulturgeschichtlich nur schwer eingrenzbares, kaum zu definierendes und zum Teil widersprüchliches Phänomen. Welche Normabweichungen noch als „Verschrobenheit“ akzeptiert wurden und welche bereits als „verrückt“ galten, konnte sich abhängig von Region, Zeit und sozialen Gegebenheiten erheblich unterscheiden. Daher lassen sich moderne Krankheitskriterien und -bezeichnungen in der Regel nicht auf die historischen Ausprägungen von Wahnsinn anwenden. Am ehesten würde heute die Diagnose Schizophrenie dem Wahnsinn entsprechen.

## Wortgeschichte
Das Wort „Wahnsinn“ ist eine Rückbildung des 18. Jahrhunderts aus dem Adjektiv „wahnsinnig“, das schon im 15. Jahrhundert nachweisbar ist. Vorbild war das Wort „wahnwitzig“, welches auf das althochdeutsche wanwizzi zurückgeht. Dabei bedeutet das althochdeutsche wan (ie. *(e)uə-no „leer“) ursprünglich „leer, mangelhaft“ (vgl. lat. vanus, engl. waning). „Wahnwitz“ bzw. „Wahnsinn“ bedeuteten also in etwa „ohne Sinn und Verstand“. Dadurch, dass wan und Wahn (ahd. wân „Hoffnung, Glaube, Erwartung“) sprachgeschichtlich zusammenfielen, haben sich die Bedeutungen gegenseitig beeinflusst: „Wahn“ wurde zur falschen, also eingebildeten Hoffnung, der alte Wortbestandteil wan wird heute als das etymologisch nicht verwandte „Wahn“ wahrgenommen.
Das Althochdeutsche kennt drei Substantive, die markante Zustände der Verstandestrübung und des Wahnsinns beschreiben: sinnelōsĭ, tobunga und unsinnigī. Diesen Begriffen ist eventuell noch das pathologische uuotnissa zur Seite zu stellen, es übersetzt das lateinische dementia. Die Bedeutung von „Wahnsinn durch Besessenheit“ hat unuuizzi. All diese Begriffe tragen ihren Ursprung im Lateinischen (dementia, alienatio und insipientia) und sind nur sehr schwer voneinander abzugrenzen.
Im Mittelhochdeutschen gibt es eine ganze Reihe anderer Begriffe, um Wahnsinn(ige) zu bezeichnen; zuerst einmal tôr und narre, aber auch ein großes Wortfeld mit Komposita der Stammsilbe sin(n), wie zum Beispiel unsin, unsinheit, unsinne, unsinnec, unsinnecheit, unsinneclîchen und unsinnen. Dazu kommen noch die bereits erwähnten Komposita der Stammsilbe wan wie wanwiz, wanwizze und wanwitzic und Komposita der Stammsilbe toben wie tobesuht, tobesite, toben, tobesühtig und tobic oder auch töbic. Bei Hartmann von Aue finden sich noch hirnsühte und hirnwüetecheit.
Synonym gebrauchte Begriffe sind „Verrücktheit“ und „Irrsinn“ („Irre-Sein“). Historisch wurde der Begriff auch in der Fachsprache der Psychopathologie verwendet, bis er im 19. Jahrhundert durch den Terminus „Geisteskrankheit“ abgelöst wurde. Als Krankheitsbezeichnung wird er in den Wissenschaften heute jedoch nicht mehr gebraucht.
Heute werden die Wörter „Wahnsinn“ und „wahnsinnig“ im allgemeinen Sprachgebrauch neben ihrer alten Bedeutung auch im übertragenen Sinn sowohl in positiver als auch in negativer Weise zur Bezeichnung außergewöhnlicher, extremer Zustände benutzt.

## Zeichen oder „Symptome“ des Wahnsinns
Da die Formen des Phänomens „Wahnsinn“ sehr vielfältig sind, können die Interpretationen dessen, was als Symptom dieses Zustands anzusehen ist, sehr unterschiedlich ausfallen. In jedem Fall bewegen sich die Verhaltensweisen und Ausdrucksformen der Wahnsinnigen in bestimmter Weise außerhalb der Norm. Die Betroffenen sind damit aus der Mitte ihrer sozialen Umwelt – im buchstäblichen Sinne – „ver-rückt“.
Häufig äußert sich Wahnsinn durch einen Kontrollverlust über die Affekte, so dass Gefühle ungehemmt gezeigt und ausgelebt werden. Das Verhalten bewegt sich außerhalb der Vernunft, die Folgen des eigenen Tuns für sich und andere werden nicht mehr bedacht. Handlungen können objektiv sinn- und zwecklos sein oder aber rein triebgesteuert. Hinzu kann der Ausfall einzelner kognitiver Fertigkeiten treten. Der Unterschied zwischen der inneren und der äußeren Wirklichkeit wird mitunter nicht mehr erkannt. Die Wahrnehmung der Realität ist gestört. Beispiele für die daraus resultierenden katastrophalen Folgen finden sich bereits in der antiken Mythologie: Herkules tötet im Wahnsinn seine Kinder, Ajax metzelt die Schafherde des Odysseus nieder und stürzt sich ins eigene Schwert, der edonische König Lykurg trennt sich selbst die Beine ab, Medea erdolcht ihre Söhne und Melampus kastriert sich mit tödlichem Ausgang selbst.
Die von Außenstehenden wahrnehmbaren konkreten Ausprägungen des Wahnsinns bewegen sich in einem breiten Spannungsfeld zwischen höchst gesteigerter Aktivität und katatonem Stupor. Bei ersterem Extrem können manisches und agitiertes Handeln bestimmend sein, im anderen Extrem nach ICD-10 (F32.3) depressives oder teilnahmsloses Dahindämmern. Als oftmals kennzeichnend für die gestörte Kommunikationsfähigkeit der Betroffenen gilt die Verkümmerung der sprachlichen Äußerungen (Echolalie: repetitive Wiederholung von Satzteilen, Lautmalerei, Reduplikation, Kinderreime oder -lieder).

### Bildliche Darstellungen

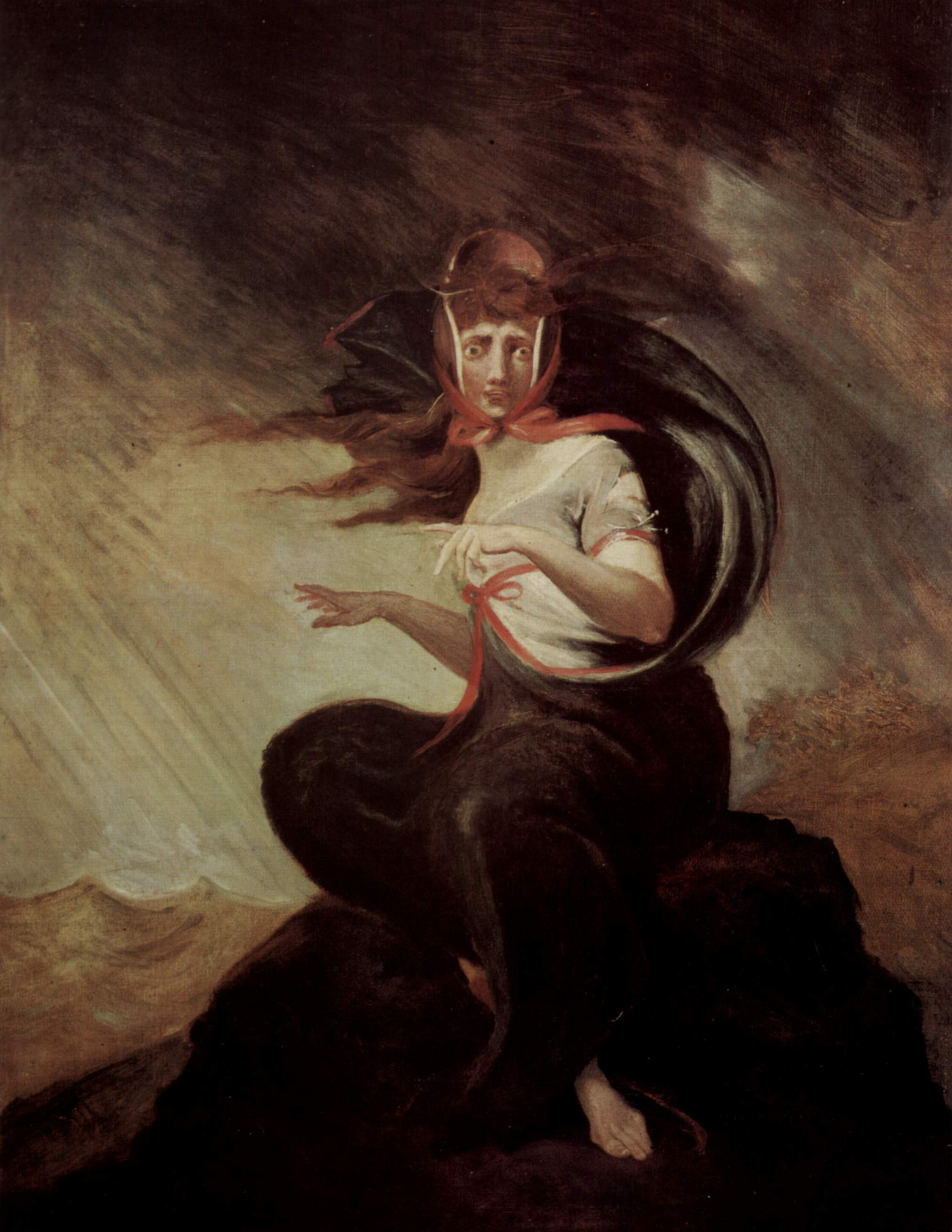
J. H. Füssli: Die wahnsinnige Kate (1806/07)

Darstellungen des Wahnsinns in Kunst und Literatur können einen Eindruck davon vermitteln, welche symptomatischen Ausprägungen in früheren Zeiten unter „Wahnsinn“ verstanden wurden. Natürlich handelt es sich dabei um Quellen, die mit besonderer Vorsicht verwendet werden müssen. Zwar kann eine Ikonographie des Wahnsinns nur auf Grundlage eines Fundus der bereits vorhandenen Vorstellungen seiner Erscheinungsformen entstehen. Die konkreten künstlerischen Darstellungen wirken dann allerdings auch wieder auf die Erwartungen des Publikums zurück, das heißt, es ist grundsätzlich eine gegenseitige Bedingtheit stereotyper Modelle zu erwarten. Sowohl das ästhetische als auch das medizinisch-diagnostische Krankheitsbild sind oftmals Projektionen, die die Realität verzerrt wiedergeben oder aber sogar formen können.

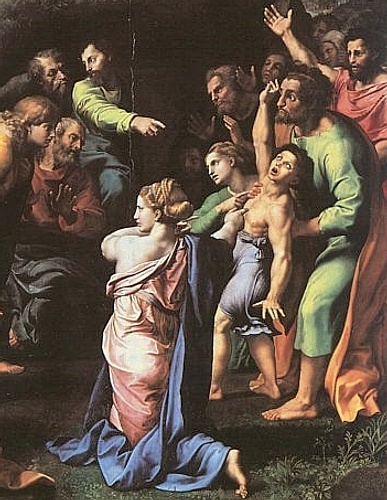
Raffael, „Verklärung Christi“ (1519/20), Detail

In den bildlichen Darstellungen manifestiert sich der Wahnsinn fallweise durch verzerrte Mimik, unnatürlich verdrehte Körperhaltung, widersprüchliche oder sinnlose Gestik, durch absurde Handlungen, Darstellung von Halluzinationen oder einfach nur unter Zuhilfenahme der Physiognomie.
Das Gesicht ist die bevorzugte Körperregion, die zur Kenntlichmachung des Wahnsinns herangezogen wird. In erster Linie deuten unharmonische, asymmetrische oder verzerrte Gesichtszüge bis hin zu Grimassen und weit aufgerissenen oder verdrehten Augen auf geistige Zustände jenseits der Normalität hin. Der Situation unangemessene Mimik, etwa das Lachen in einer Trauersituation, ist ein besonders starker Hinweis auf vorliegenden Wahnsinn.
Die Gestik der Wahnsinnigen ist häufig widersprüchlich oder undeutbar. Theatralische Verrenkungen und widerstrebende Bewegungsrichtungen verschiedener Körperteile gehören hier ebenso dazu wie ungewöhnliches Ent- oder Angespanntsein der Muskulatur. Als Extreme sind völlig verkrampfte Haltungen oder erschlafftes Zusammengesunkensein möglich. Bei der Darstellung von Frauen kann eine erotisch-unschamhafte Komponente hinzutreten.
Die medizinischen Illustrationen dürfen aus den bereits genannten Gründen in ihrem Quellenwert nicht weniger kritisch eingeschätzt werden als die künstlerischen Gestaltungen.
Siehe auch den untenstehenden Abschnitt Beispiele aus der bildenden Kunst.

### Literarische Beschreibungen
Eine eindringliche Beschreibung des Wahnsinns findet sich bereits in einem Abschnitt des Iwein von Hartmann von Aue. Der Löwenritter Iwein versäumt eine von seiner Frau gestellte Frist und verliert damit ihre Gunst. Daraufhin flieht er vom Hof, wird tobsüchtig und fristet als unbekleideter Wahnsinniger sein Leben im Wald:
dô wart sîn riuwe alsô grôz

daz im in daz hirne schôz

ein zorn unde ein tobesuht,

er brach sîne site und sîne zuht

und zarte abe sîn gewant,

daz er wart blôz sam ein hant.

sus lief er über gevilde

nacket nâch der wilde.
(Frei übersetzt: Da wurde sein Leid so groß, dass ihn Wahnsinn und Raserei irre machten. Er verlor Anstand und Erziehung, riss sich seine Kleider vom Leib, bis er vollkommen nackt war. In dieser Aufmachung lief er über die Felder in unbewohnte Gegenden.)
Später wird er durch eine Zaubersalbe geheilt, die die Fee Feimorgan selbst einmal vor langer Zeit hergestellt hat, und bewältigt seine Identitätskrise, indem er sein bisheriges Leben als Traum einschätzt und sich fortan für einen Bauern hält. Dann wird er bekleidet und zur Burg der Gräfin von Narison geführt, wo er vollständig gesund wird. Schon früh ist hierin die Beschreibung der Ätiopathogenese als auch der Symptomatik und der Heilung von Wahnsinn gesehen worden.
In Georg Heyms Erzählung Der Irre wird der ganze Schrecken des vollkommenen, sinnlosen Wahnsinns geschildert. Der aus einer Irrenanstalt entlassene Patient beginnt einen unheilvollen Zug durch die umliegende Gegend, wo er auch auf zwei Kinder trifft:

„Er holte die Kinder ein und riss das kleine Mädchen aus dem Sande auf. Es sah das verzerrte Gesicht über sich und schrie laut auf. Auch der Junge schrie und wollte fortlaufen. Da bekam er ihn mit der andern Hand zu packen. Er schlug die Köpfe der beiden Kinder gegeneinander. Eins, zwei, drei, eins, zwei, drei, zählte er, und bei drei krachten die beiden kleinen Schädel immer zusammen wie das reine Donnerwetter. Jetzt kam schon das Blut. Das berauschte ihn, machte ihn zu einem Gott. Er musste singen. Ihm fiel ein Choral ein. Und er sang:

‚Ein feste Burg ist unser Gott / […] Auf Erd ist nicht sein'sgleichen.‘

Er akzentuierte die einzelnen Takte laut, und bei jedem ließ er die beiden kleinen Köpfe aufeinanderstoßen, wie ein Musiker, der seine Becken zusammenhaut. Als der Choral zu Ende war, ließ er die beiden zerschmetterten Schädel aus seinen Händen fallen. Er begann wie in einer Verzückung um die beiden Leichen herumzutanzen. Dabei schwang er seine Arme wie ein großer Vogel, und das Blut daran sprang um ihn herum wie ein feuriger Regen.“

Eine der eindrücklichsten Schilderungen des Wahnsinn dürfte die Groteske Aufzeichnungen eines Wahnsinnigen von Nikolai Wassiljewitsch Gogol sein. Die detaillierte Darstellung der beständigen Realitätsverneinung und Flucht in eine Traumwelt bei gleichzeitigem körperlichem Verfall stellt eine sehr eindrucks- und reizvolle künstlerische Gestaltung der Mania dar. Sie beschreibt in der Ich-Perspektive die Geschichte des Amtsschreibers Poprischtschin, der eines Tages auf zwei sprechende Hunde trifft, die von sich behaupten, in Korrespondenz miteinander zu stehen. Poprischtschin ist unglücklich in die Tochter seines Chefs verliebt, die für ihn unerreichbar ist, und gibt sich seinen Depressionen hin. Bald kann er die Briefe der Hunde beschlagnahmen und lesen, später erfährt er aus der Zeitung, dass der spanische Thron verwaist ist. Er erkennt sich selbst als den legitimen König von Spanien. In solch hohe Position gehoben, tritt er vor die geliebte Sophie und prophezeit ihr, dass sie zusammenfinden werden. Poprischtschin wird in die Irrenanstalt eingewiesen, glaubt aber, er sei in Madrid, der Oberarzt aber der spanische Inquisitor.
Siehe auch den unten stehenden Abschnitt Beispiele aus der Literatur.

## Formen

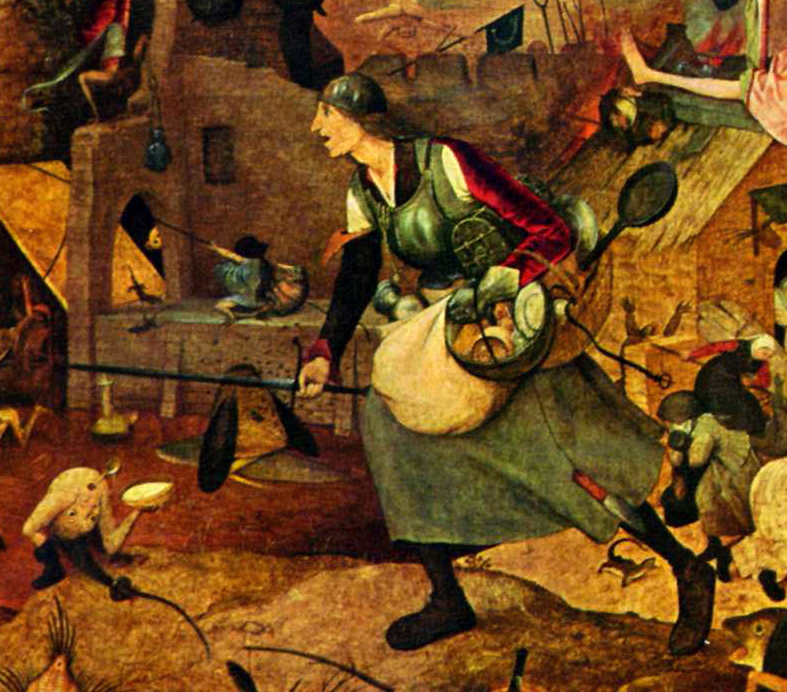
Pieter Bruegel d. Ä.: Die Tolle Grete, Ausschnitt (um 1563). Ein kunstgeschichtlich frühes, genau beobachtetes Abbild einer Schizophrenen

Im Lauf der Geschichte sind unzählige Formen des Wahnsinns unterschieden und eine ganze Reihe von Klassifikationssystemen vorgeschlagen worden. Zur historischen Differentialdiagnose gehörten unter anderem dementia, dementia praecox, amentia, insania, melancholia, amor, mania, furor, ebrietas, lykanthropia, ekstase, phrenitis (daher „frenetisch“), somnium, lethargus, delirium, coma, cataphora, noctambulismus, ignorantia, epilepsia, apoplexia, paralysis, hypochondriasis und somnambulismus. Hier sollen im Weiteren nur einige der wichtigsten Formenkreise vorgestellt werden.

### „Nützlicher Wahnsinn“
In der Antike konnten dichterische Inspiration und Sehertum „positive“ Formen des Wahnsinns darstellen. Im Altgriechischen ist μανία, manía „die Raserei“ verwandt mit dem sehr ähnlichen griechischen μαντις, mantis, das ist „der Seher“, „der Prophet“. Auch die Ekstase galt als Wahnsinn, insbesondere die dionysische Raserei.
Platon unterscheidet vier Formen des produktiven Wahnsinns: den mantischen, mystischen, poetischen und erotischen Wahnsinn. „Göttlicher Wahnsinn“ kann zu wahrem Wissen führen und ist somit positiv konnotiert.
Ähnlich der antiken Auffassung gab es auch im Mittelalter sanktionierten Wahnsinn. Dieser äußerte sich etwa in geistlicher Ekstase, Verzückungen oder Visionen. Zudem konnten Heilige in einen „guten“ Wahnsinn geraten.

### Unvernunft
Die in der Neuzeit bestimmende Charakterisierung von Wahnsinn nimmt Immanuel Kant in seiner Anthropologie in pragmatischer Hinsicht (1798) vor. Diese wegweisende Einteilung basiert auf der Dichotomie von Vernunft und Unvernunft. Denjenigen, die er als „Verrückte“ kategorisiert, teilt er die Krankheitsformen „Wahnsinn“, „Wahnwitz“ und „Aberwitz“ zu. Seine Einschätzung des Wahnsinns als „methodische Verrückung“, die sich durch „selbstgemachte Vorstellungen einer falsch dichtenden Einbildungskraft“ auszeichnet, wird zur klassischen Definition des Wahnsinns im 18. und 19. Jahrhundert. „Wahnwitz“ ist für Kant hingegen eine systematische, wenngleich nur teilweise Störung der Vernunft, die sich als „positive Unvernunft“ äußert, da die Betroffenen andere Vernunftregeln gebrauchen als die Gesunden. Gemein ist allen Formen des Wahnsinns nur der Verlust des Gemeinsinns (sensus communis), der durch einen logischen Eigensinn (sensus privatus) ersetzt wird.

### „Ganz normale Verrücktheit“
Aus dem Jiddischen stammt der Begriff mishegas, der die (milde) Verrücktheit bezeichnet, die sich auch bei jedem ganz normalen Menschen findet. Ein meshuganer dagegen ist jemand, den man wirklich für verrückt hält.

### Melancholie

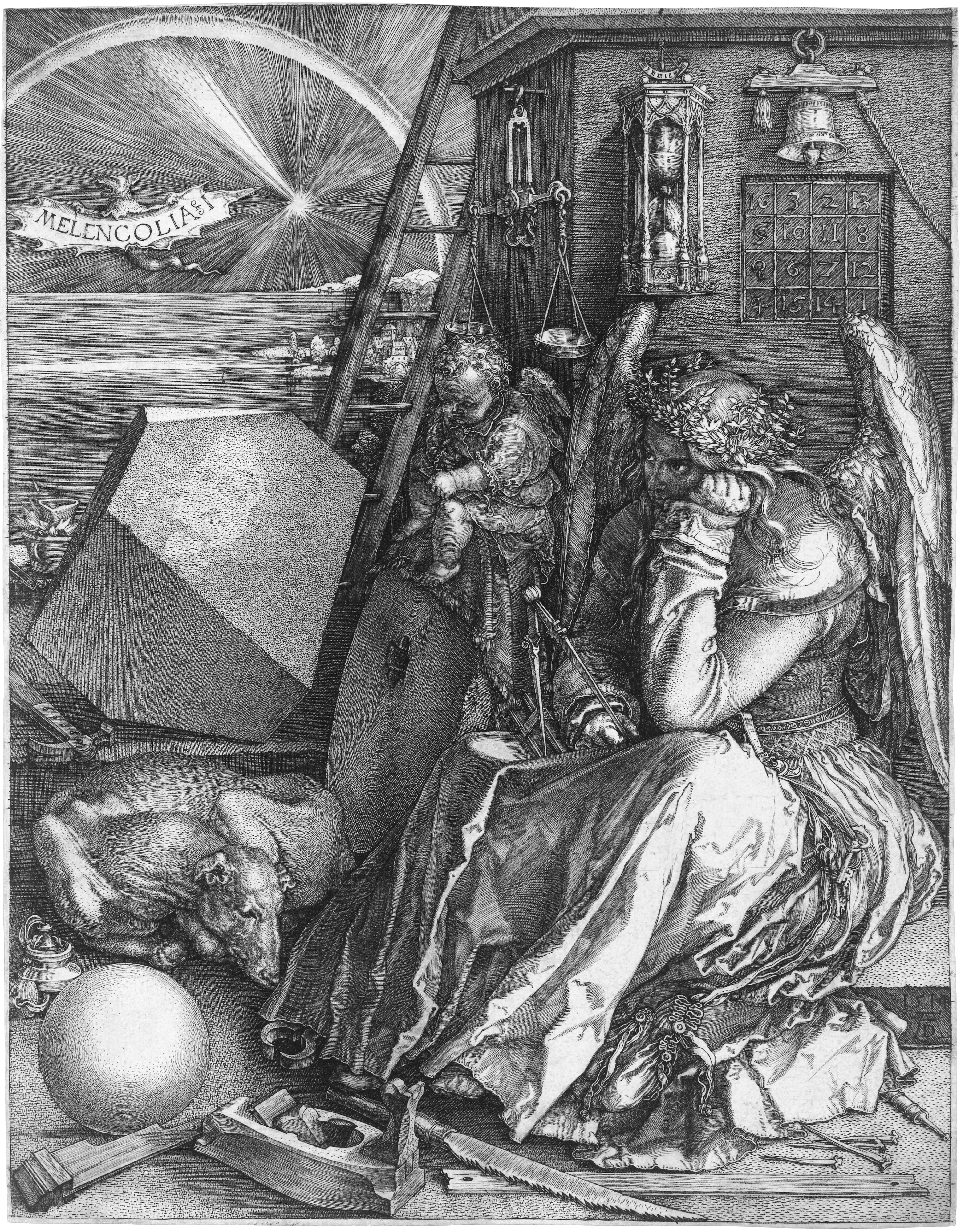
Albrecht Dürer: Melencolia I (1514)

Eine andere Form des „Wahnsinns“ wird zwar schon in der Antike beschrieben, erlangt aber vor allem bei den Gebildeten seit dem Renaissance-Humanismus als „Modekrankheit“ Popularität: die Krankheit der Melancholie. Zwar galt der Konstitutionstyp des Melancholikers im Mittelalter als der am wenigsten erstrebenswerte, da dieser mit dürftigem Körperbau, unattraktivem Erscheinungsbild und unerfreulichen charakterlichen und geistigen Eigenschaften veranlagt war. Doch lag in der Melancholie als Krankheit eine bereits bei Aristoteles und Cicero angedeutete Möglichkeit der Selbstgenialisierung verborgen, die im Humanismus nun in einem „Melancholie-Kult“ gepflegt wurde. Torquato Tasso, der nach dem Abschluss seines monumentalen Epos La Gerusalemme Liberata an Wahnvorstellungen zu leiden begann, ist dafür ein beredtes Beispiel. Noch Schelling griff die alte Lehre auf, dass nur Menschen, die ein wenig wahnsinnig sind, kreativ sein könnten (nullum magnum ingenium sine quadam dementia). Im späteren 19. Jahrhundert wurde diese Form der Selbststilisierung allmählich unpopulär.

### Manie und Hysterie
Im Gegensatz zur Melancholie stand immer die Mania (Raserei). Diese war als Delirium sine febre cum furore et audacia definiert. In der Abgrenzung zur Melancholie wird hier die größere Wildheit, Aufgeregtheit und Hitzigkeit der Mania betont. Joannes Fernelius schrieb:

„[Die Mania …] ist in Gedanken, Worten und Werken dem Wahnwitz der melancholischen ähnlich, doch quält und treibt sie die Kranken mit Jähzorn, Streitsucht, Geschrei, entsetzlichem Aussehen, mit weitaus größerem körperlichem Ungestüm und geistiger Verwirrung umher.“

Ursprünglich den Frauen vorbehalten war die Hysterie (pnix hysterike), von der man annahm, dass diese durch die weiblichen reproduktiven Anlagen verursacht sei. So sollten etwa durch Lageveränderung der Gebärmutter im Körper der Frau Erstickungsgefühle hervorgerufen werden können, die zu den Ursachen dieser Wahnsinnsart gerechnet wurden. In der zweiten Hälfte des 19. Jahrhunderts wurden Frauen oftmals aus diesem Grund von Ärzten verstümmelt (s. u.).

### Sonstige Formen

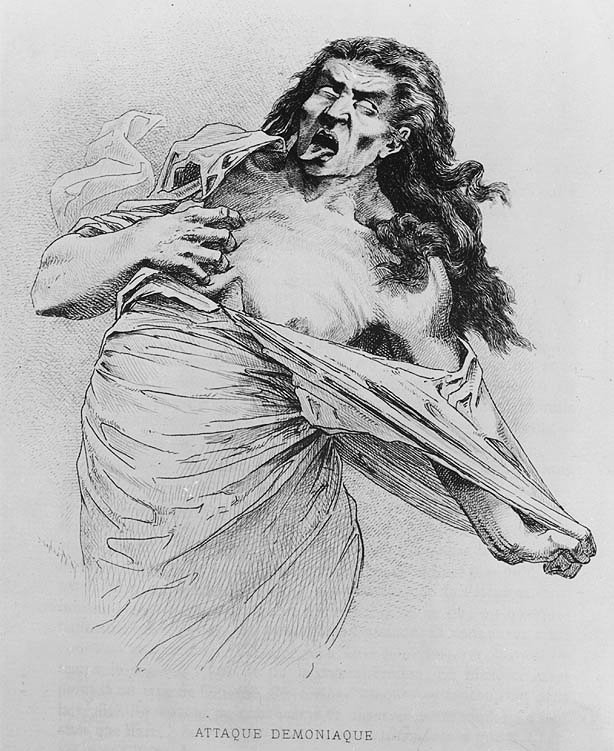
Paul Richer, Kreide auf Papier: Attaque démoniaque (um 1880)

Zum Wahnsinn wurden bisweilen auch nicht-psychische Krankheiten und Defekte gezählt, wie Epilepsie oder Tollwut (Rabies), selbst fiktive Phänomene wie die Lykanthropie oder Tanzwut (die allerdings im Veitstanz ihr reales Pendant findet). Auch substanzinduzierte Bewusstseinsstörungen wie Rausch- und Vergiftungszustände (Alkoholkonsum, Halluzinogene, Pflanzengifte) konnten unter Wahnsinn subsumiert werden.
Besondere Formen stellen die auf rein organische Ursachen zurückgehenden Dauerzustände wie die „angeborene Blödsinnigkeit“ (amentia congenita) bzw. massive Intelligenzminderung (Stumpf- und Starrsinn: Koma, Lethargie, Katoché, Altersdemenz) dar.
Die Liebeskrankheit (amor hereos, morbus amatoris) ist ein Wahnsinn, der sich bei unerfüllter oder unglücklicher Liebe einstellt. Ein Beispiel führt das anonyme Märe Der Bussard aus dem 14. Jahrhundert vor, in der ein Königssohn seine Braut verliert und sich in krankhaften Liebeskummer hineinsteigert. Seine Verzweiflung wächst mit Weinen und Haareraufen. Dann bricht der Wahnsinn über ihn herein und der Königssohn wird zum Tier. Bis zum Happy End vegetiert er als Waldmensch dahin.
In jenem medizinisch-naturwissenschaftlich bestimmten Denken, welches vom Beginn der Aufklärung an bis zur Mitte des 20. Jahrhunderts die Geschichte Europas wesentlich mitgeprägt hat, war Gesundheit für breite Bevölkerungsschichten der Maßstab des Konzeptes von Normalität und umgekehrt. In der Folge wurde in der bürgerlichen Gesellschaft leicht alles, was nicht „normal“ war, als „krankhaft“ betrachtet. Dazu konnte alles gehören, was nicht den kulturellen, gesellschaftlichen, moralischen oder juristischen Vorstellungen der Zeit von akzeptablem Verhalten oder Existenzformen entsprach (z. B. Homosexualität). Diejenigen, die sich nicht konform verhielten oder randständig waren, sollten möglichst „geheilt“ und „reintegriert“ werden. Ein stereotypes Ideal eines „Gesunden“, d. h. eine Vorstellung davon, was als „gesund“ und „normal“ zu gelten hat, ist dabei aus Gründen der notwendigen Abgrenzung untergründig immer präsent gewesen. Zugleich konnte dieses Ideal aber auch bewusst zur gezielten Ausgrenzung missbraucht werden (wie in späterer Zeit z. B. durch die Psychiatrisierung der Dissidenten in der Sowjetunion geschehen).

## Ursachenzuschreibungen
Der Erste, der den Komplex des Wahnsinnsbegriffs behandelte, war Platon. In seinem Dialog Phaidros unterscheidet er zwischen zwei Hauptformen: jenem Wahnsinn, der durch menschliche Krankheit und jenem, der durch göttliche Gabe verursacht ist. Daran anschließend wird hier nach natürlichen und übernatürlichen Erklärungsversuchen für den Wahnsinn unterschieden.

### Übernatürliche Erklärungsmodelle

#### Magisch-heidnische Vorstellungen
Bei den Babyloniern (etwa 19. bis 6. Jahrhundert v. Chr.) und Sumerern (etwa 2800 bis 2400 v. Chr.) galt Wahnsinn als durch Besessenheit, Zauberei, dämonische Bosheit, den Bösen Blick oder durch das Brechen eines Tabus verursacht. Er war Richtspruch und Strafe zugleich.
Auch im antiken Griechenland ging die volkstümliche Auffassung zumeist von einer „Besessenheit durch böse Geister“ aus. Daneben gab es die Vorstellung, dass Wahnsinn von einer göttlichen Macht geschickt würde. Während die somatisch bedingte Krankheit „Wahnsinn“ für die Seele, wie Platon im Timaios ausführt, von Übel ist, führte diesem Konzept nach der göttliche Wahnsinn zu wahrem Wissen und war somit durchaus positiv besetzt. In den antiken Mythen führte er allerdings fast immer zu Selbstzerstörung und zur Tötung Unschuldiger – meist von Familienmitgliedern –, wenn die Götter den Wahnsinn schickten. Wahnsinn galt dort in der Regel als durch Hybris, Stolz oder Ehrgeiz selbst verschuldet.
Im Mittelalter wurde der „gewöhnliche“ Wahnsinn in der Vorstellung der meisten Menschen vom Teufel verursacht oder durch Hexen gebracht. Insbesondere unkontrolliertes Handeln und Sprachensprechen (Glossolalie) wurden als teuflisch (lat. maleficum) angesehen.

#### Christlich-religiöse Vorstellungen

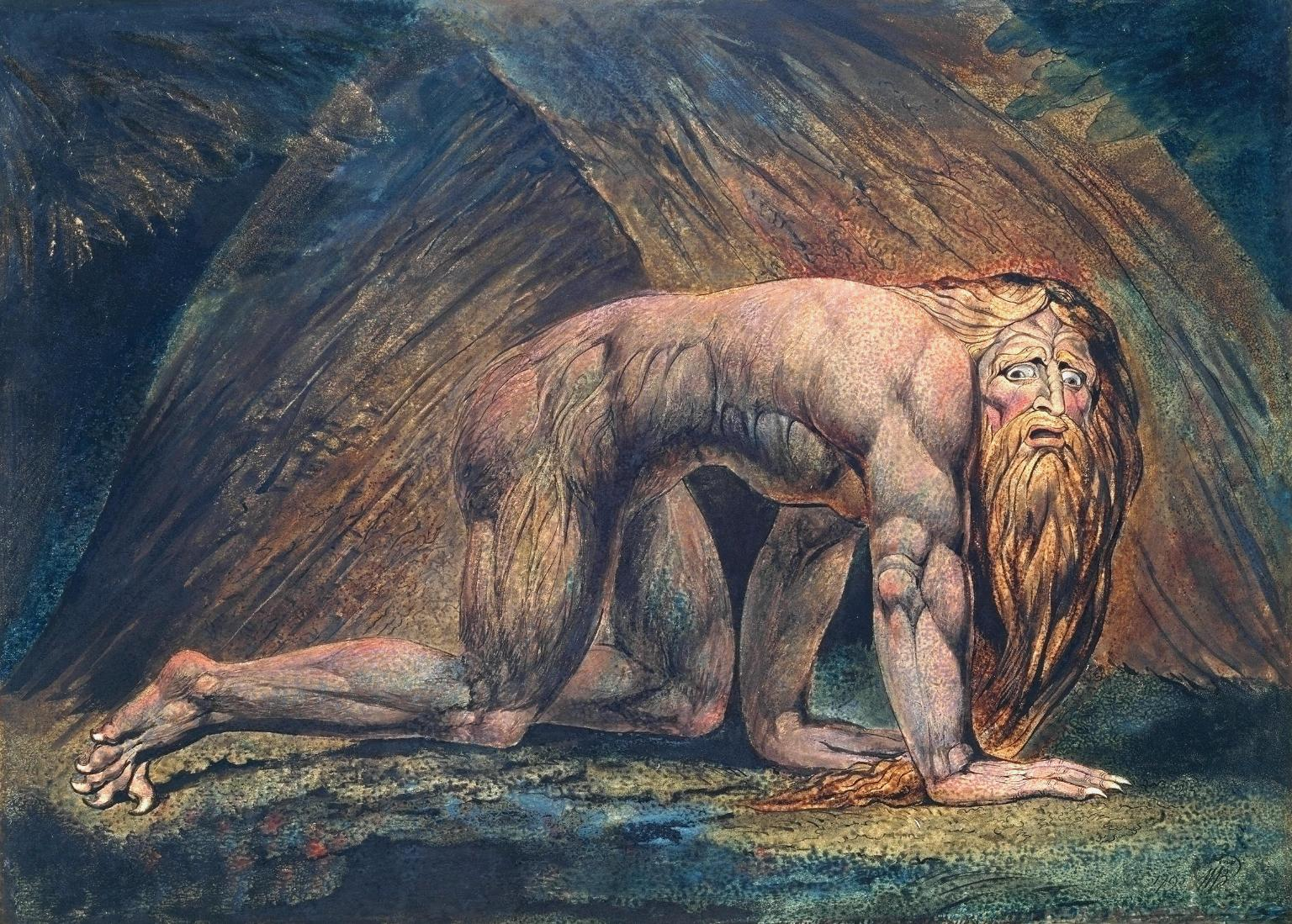
William Blake: Nebukadnezar (1795)

Bereits im Alten Testament ist der Wahnsinn eine Strafe, die auf göttliches Eingreifen zurückzuführen ist. So heißt es etwa in Dtn 28,28: „Der Herr schlägt dich mit Wahnsinn, Blindheit und Irresein“. Eine solche Strafe trifft die Figur des Nebukadnezar aus dem Bericht in Dan 4,1–34. Nebukadnezar ist ein überheblicher Tyrann, der die Juden verfolgt. Durch eine himmlische Stimme wird ihm tiefste Erniedrigung angekündigt. Er verfällt dem Wahnsinn und muss sieben Jahre lang wie ein Tier leben und Gras fressen. Diese Gestalt des Nebukadnezar ist die Vorlage für die mittelalterliche Sichtweise der Ursachen für den Wahnsinn schlechthin. Da er wegen der Erzsünde des Hochmuts erniedrigt wurde, lagen Bezüge zwischen Sünde und Wahnsinn nah: Hugo von St. Viktor betonte etwa den pädagogischen Aspekt von Nebukadnezars Wahnsinn. In der Folge wurde im Mittelalter der Wahnsinn häufig auf das Einwirken Gottes zurückgeführt.

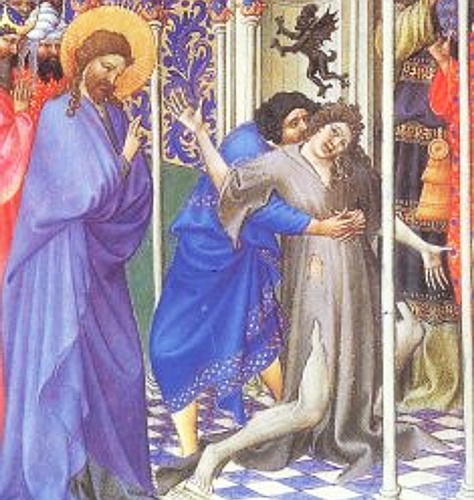
Exorzismus, Detail aus einem Stundenbuch des Herzogs von Berry (14. Jahrhundert)

Wahnsinn wird in der Regel als Besessenheit interpretiert. Der offenkundigste alttestamentliche Fall findet sich bei König Saul (1 Sam 9,2–31,13). Saul zieht den Zorn Gottes auf sich, weil er die Amalekiter nicht vollständig ausrottet, und wird von einem bösen Geist besessen, der ihn mit Wahnsinn und Raserei quält: „Am folgenden Tag kam über Saul wieder ein böser Gottesgeist, so dass er in seinem Haus in Raserei geriet.“ (1 Sam 18,10).
Diese Geschichte wurde im Mittelalter immer wieder dahingehend verwendet, die Theorie von Besessenheit durch Dämonen und Teufel – vor allem während der Inquisition – zu stützen. Erst Mitte des 17. Jahrhunderts beginnen niederländische Calvinisten, diese Bibelstelle im Sinne der Beschreibung einer Geisteskrankheit auszulegen.

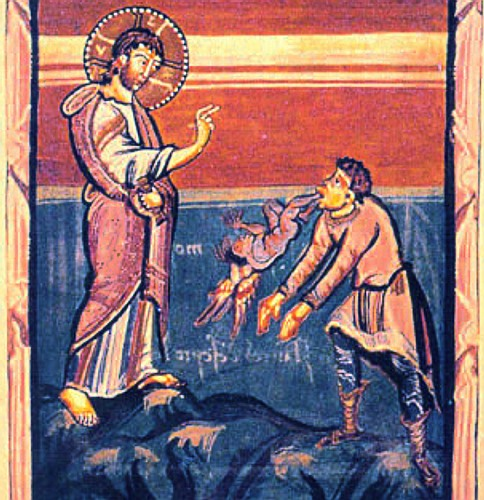
Heilung des Besessenen von Gerasa, Detail aus dem Hitda-Codex

Auch im Neuen Testament finden sich Fälle von Wahnsinn. Das prominenteste Beispiel ist die Heilung des Besessenen von Gerasa durch Jesus (Mt 8,28–34; Mk 5,1–20, Lk 8,26–40). Bei Matthäus heißt es:

„Man konnte ihn nicht bändigen, nicht einmal mit Fesseln. Schon oft hatte man ihn an Händen und Füßen gefesselt, aber er hatte die Ketten gesprengt und die Fesseln zerrissen; niemand konnte ihn bezwingen. Bei Tag und Nacht schrie er unaufhörlich in den Grabhöhlen und auf den Bergen und schlug sich mit Steinen.“

Aber auch die Apostel waren fähig, Wahnsinn zu heilen (zum Beispiel in Apg 5,16).
In der Inquisition verdichtete sich die Auffassung von Wahnsinn als Form der Besessenheit von Dämonen, Teufeln und bösen Geistern.
Bedeutung erlangte im Spätmittelalter und in der frühen Neuzeit auch die Vorstellung des Kampfes um die Seele (siehe auch Prudentius, Psychomachia). Diese beinhaltete, dass die Mächte Gottes und des Teufels um die Seele des Menschen kämpften. Als eine mögliche Folge wurde das Eintreten geistiger Verwirrtheit vermutet.

### Natürliche Erklärungsmodelle

#### Geistig-moralische Defekte
Im homerischen Epos bedeutete das griech. μαινεσθαι (mainesthai) „rasen“, „toben“ oder „von Sinnen sein“. Dieses Verhalten außerhalb der Normen war in der Regel durch den Verlust der Affektkontrolle bedingt. Unter „gewöhnlichem“ Wahnsinn verstanden die alten Griechen also die Beeinträchtigung oder Ausschaltung des nüchternen Verstandes, zum Beispiel durch Schmerz, Wut, Hass oder Rachegelüste. Auch in der Attischen Tragödie, die existentielle und elementare Konflikte behandelt, wurde der Wahnsinn als Verlust des Selbst gesehen, der katastrophale Folgen für den Betroffenen und die Gemeinschaft haben konnte.
Nach Ende des Mittelalters, das vor allem dem Erklärungsmodell der Besessenheit verhaftet war, veröffentlichte Johann Weyer (1515–1588) im Jahre 1563 die Streitschrift De praestigiis daemonum gegen den Hexenhammer und die Inquisition. Er sah Wahnsinn als eine Krankheit des Geistes und setzte den religiösen Irrungen ein rationales medizinisches Paradigma entgegen. Er blieb jedoch ein Einzelkämpfer, der sich gegen Aberglauben und Klerus nicht durchzusetzen vermochte. Dennoch konnte er sich auf Theophrast von Hohenheim (Paracelsus) (1493–1541) und Felix Platter (1536–1614) stützen, die wie er Vorkämpfer der medizinischen Psychiatrie waren. Platter behauptete, dass nicht jede Form von Wahnsinn automatisch durch Dämonen verursacht sei. Besonders im „gemeinen Volk“ fänden sich oft „einfache Irre“, nicht jeder Geistesgestörte sei automatisch verflucht.

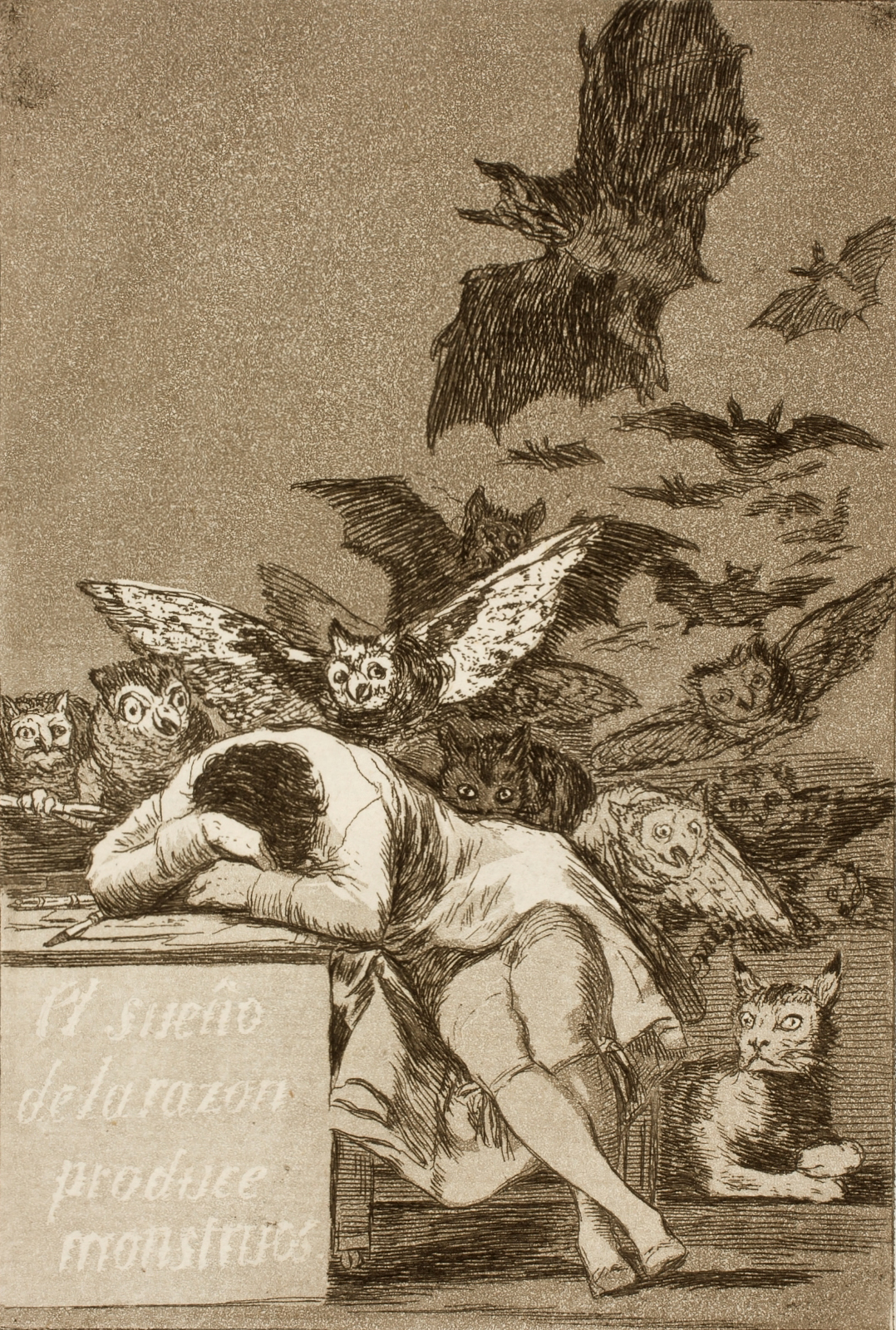
Francisco de Goya: Der Schlaf der Vernunft gebiert Ungeheuer (etwa 1797/98)

Seit dem 13. Jahrhundert – so Michel Foucault – begann sich das Verständnis von Wahnsinn allmählich zu wandeln. Er reihte sich allmählich in die Liste der Laster ein, die von Unmoral und Unvernunft des Betroffenen kündeten. Im 15. Jahrhundert stand Wahnsinn dann nicht mehr unbedingt in einem dämonischen Kontext. Stattdessen wurde nun oftmals die individuelle „menschliche Schwäche“ der Betroffenen ins Zentrum gerückt: Torheit und Narrheit liegen in der Verantwortung des Einzelnen, der seine Zucht- und Maßlosigkeit nicht zu zügeln vermag. Das falsche Verhalten hat den Wahnsinn zur Konsequenz. Dieser gilt als Gebrechen und Fehlerhaftigkeit seines Trägers und wird in der Folge zum Stigma. Entsprechend wird der Narr, als jemand, der sich an den Grenzen oder außerhalb der Normen bewegt, der Lächerlichkeit preisgegeben.
Das „Zeitalter der Aufklärung“ bildete die Bedeutung des Wahnsinns als Fehlfunktion einer ursprünglich gesund angelegten Vernunft aus. Wahnsinn wird als der defekte Modus einer natürlichen Vernünftigkeit begriffen. Dieses aufklärerische Herausarbeiten der Vernunft bringt den Wahnsinn – als Unvernunft – als notwendigen Gegenpart hervor, um den Vernunftbegriff überhaupt sinnvoll konstituieren zu können. In diesem Konzept begrenzt und bedingt sich das komplementäre Begriffspaar gegenseitig. Michel Foucault hält diese Entwicklung zugleich auch für verantwortlich für den parallel stattfindenden Beginn der Ausgrenzung des Wahnsinns und der Wahnsinnigen aus der Gesellschaft. Arthur Schopenhauer weist auf die gegenseitige Bedingtheit von Vernunft und Wahnsinn hin, wenn er postuliert, dass Tiere des Wahnsinns nicht fähig sind.

#### Körperliche Ursachen

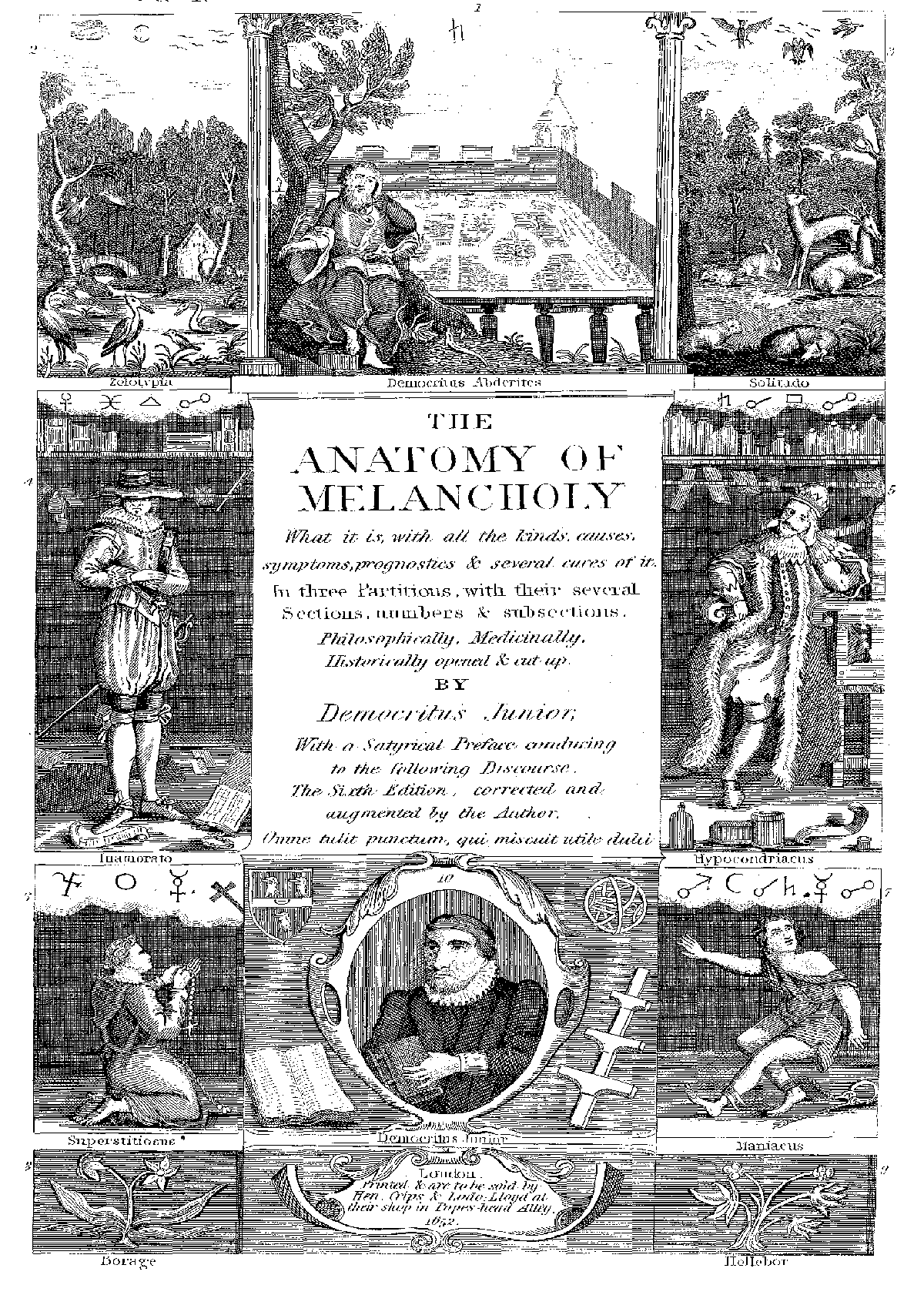
Frontispiz der Erstausgabe von Robert Burtons Anatomie der Melancholie (1621)

Die griechische Medizin erklärte den Wahnsinn durch einen Überfluss an „schwarzer Galle“ (griech. μέλαινα χολή, mélaina cholé). Diese humoralpathologische Auffassung war bereits frei von religiös-magischen Vorstellungen. In Humanismus und Renaissance wurde diese Theorie der „schwarzen Galle“ (lat. bilis atra) wieder populär. Deren dunkle Säfte und rußigen Dämpfe – so glaubte man – schlügen sich auf das Gehirn nieder, das schon als Sitz des Verstandes erkannt war, zermürbten es und machten es spröde. Die „gelbe Galle“ (lat. bilis pallida bzw. bilis flava) hingegen konnte nach Daniel Sennert hitzige Raserei verursachen und damit Grund für den cholerischen Wahnsinn sein. Ebenso wie für die Mania galt die „gelbe Galle“ auch als Ursache der Epilepsie, die zwar eher im Grenzbereich des Wahnsinnsbegriffes liegt, historisch diesem dennoch oftmals hinzugerechnet wurde.
Die Melancholie wurde als Krankheit des Herzens eingestuft, welches im Gegensatz zum Hirn als Sitz von Gemüt und Gefühl angesehen wurde. Diese Lokalisation war jedoch nicht unumstritten. Girolamo Mercuriale etwa beschrieb die Melancholie als Störung der Imaginatio im vorderen Teil des Gehirns. Große Einigkeit bestand darin, dass die Phrenitis – eine Entzündung der Gehirnhäute – ein möglicher Grund für Wahnsinn ist, deren Ursache wiederum „grimmige, bitter gewordene Galle sei, die die Fasern des Gehirns reizt“ (Joannes Fantonus, 1738). Eine besondere Rolle kam auch der Milz zu, die als das Reservoir der von der Leber erzeugten schwarzen Gallensäfte galt. Wenn die „schwarze Galle“ von der Milz nicht richtig angezogen würde und sich dem Blut beimische, so gelange sie ins Hirn und richte dort großen Schaden an (Ioannes Marinellus, 1615).
Der Melancholie nicht unähnlich ist der Komplex der Liebeskrankheit, amor hereos oder auch Morbus amatorius. Die Verbindung ist hier augenfällig, wenngleich Wahnsinn als eine durch unerfüllte Liebe verursachte körperliche Krankheit schon in der Antike um 600 v. Chr. von der Dichterin Sappho geschildert wird und auch im Corpus Hippocraticum wieder auftaucht.

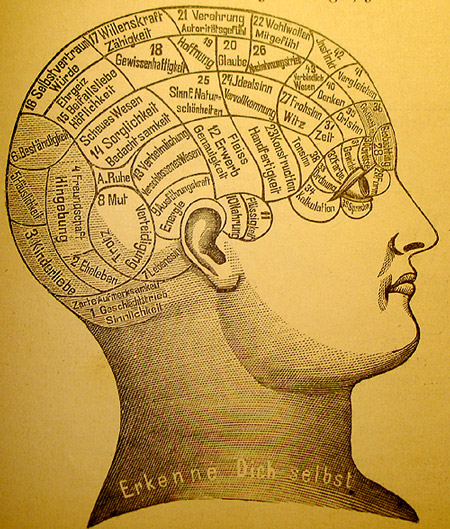
Vorstellungen der Phrenologie von den Funktionen der Gehirnareale

Früh wurden schon Verbindungen zwischen Verletzungen des Gehirns und Wahnsinn gezogen. So beschrieb Wilhelm von Conches (um 1080–1154) bereits Ursachen für den Wahnsinn durch Verletzungen des Gehirns: Der Betroffene verliere eine Fähigkeit, behalte aber die übrigen entsprechend der unbeschädigten Gehirnbereiche. Auch Mondino di Liuzzi (ca. 1275–1326) schuf eine Ventrikellehre der Pathologie: „Ausfälle der mentalen Vermögen sind mit Läsionen der entsprechenden Gehirnteile gleichgesetzt“ (Lit.: Kutzer, S. 68f.).
Die positivistische Psychiatrie erhob den Anspruch, dass alle Erscheinungen des Wahnsinns nicht nur auf eine nachvollziehbar-kausale, körperliche Ursache zurückzuführen, sondern auch zu beheben sein werden. Der Geist, die Seele galt nunmehr als bloße Marionette des Hirnorgans. Diese naturwissenschaftlich-anatomisch fundierte Psychiatrie setzte sich in der zweiten Hälfte des 19. Jahrhunderts endgültig durch. Das psychiatrische Paradigma lautete: Krankheiten des Geistes sind Krankheiten des Gehirns. In der Folge wurde der Begriff „Wahnsinn“ als nosologischer Fachterminus obsolet und durch die Bezeichnung „Geisteskrankheit“ abgelöst.

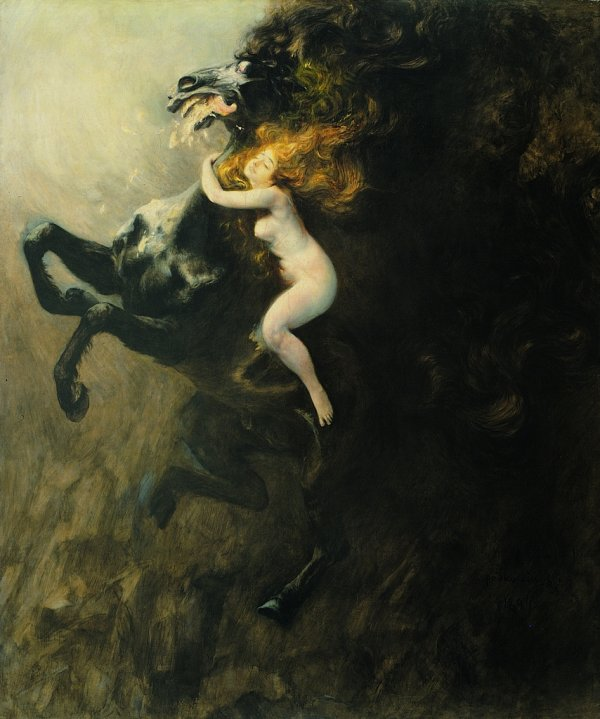
Wladislaw Podkowinski: La Folie (1894)

Am Ende des 19. Jahrhunderts rückte der Zusammenhang zwischen Wahnsinn und Sexualität in den Mittelpunkt des Interesses. Basierend auf dem Gegensatzpaar Natur – Kultur spielte die Geschlechtszugehörigkeit nun eine wichtige Rolle. Wilde, Angehörige der Unterschicht und Frauen gehörten dem Bereich des Triebhaften an, Männer der bürgerlichen Zivilisation. Frauen galten aufgrund der „Pathogenität des weiblichen Unterleibs“ und der „Minderwertigkeit der weiblichen Nerven“ als besonders vulnerabel: Pubertät, Menstruation, Geburt und Menopause galten als gefährlich. Die Lokalisation des „Krankheitsherdes“ führte zum spezifischen Begriff der Hysterie (von griech. ὑστέρα, hystera „Gebärmutter“). In dieser Zeit wurde den Frauen geistige Gesundheit zum Teil nur noch als kurze Unterbrechung ihrer geschlechtsbedingten Krankheit zugestanden.
Die moderne Psychiatrie und Neurologie erforschen die neurobiologischen Grundlagen psychischer Störungen. Beispielsweise lassen sich bei der Schizophrenie Veränderungen des Stoffwechsels von Nervenzellen im Gehirn feststellen. Auf der Grundlage dieser Erkenntnisse bemüht sich die Psychiatrie um die Entwicklung neuer Therapien psychischer Störungen.

#### Seelische Störungen
Nachdem der Begriff „Wahnsinn“ im 19. Jahrhundert durch den Begriff der Geisteskrankheit ersetzt wurde, der sich von der Vorstellung ableitete, dass dem Menschen ein Geist, beziehungsweise eine Seele innewohnt und diese erkrankt sein könne (siehe Psychoanalyse), wandelte sich der Begriff im 20. Jahrhundert erneut. 

## Diagnostik

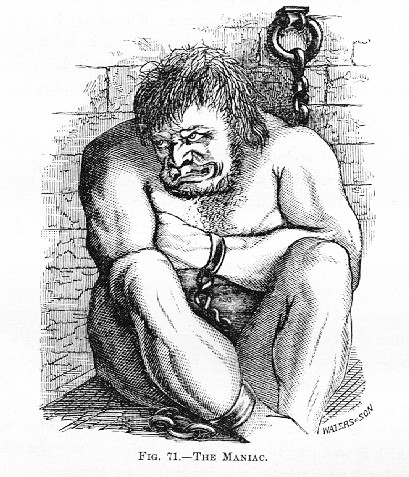
Charles Bell: Der Wahnsinnige (1806)

Die auf empirischer Beobachtung basierende Diagnostik des Wahnsinns begann im Jahr 1793, als der Mediziner und Philanthrop Philippe Pinel (1745–1826) Leiter der Pariser Kranken-, Irren- und Besserungsanstalten zuerst in Bicêtre, dann in Salpêtrière wird. Er führte humanere Behandlungsmethoden ein und klassifizierte die Insassen nach ihren individuellen Problemlagen. Wenn es möglich war, überwies er sie, soweit dies sinnvoll war, an andere Institutionen. Die zurückbleibenden Wahnsinnigen brachte er abhängig von ihrer Symptomatik in jeweils eigenen, abgetrennten Bereichen unter. Der somit gleichsam „isolierte“ Wahnsinn konnte in seinen Eigenarten nun mit empirisch-naturwissenschaftlichen Methoden untersucht werden. Die äußerlich sichtbar werdenden Krankheitszeichen, die Pinel akribisch beobachtete und mit der individuellen Biographie des Kranken verknüpfte, wurden durch seine Monographie Nosographie philosophique ou méthode de l'analyse appliquée à la médecine (Paris 1798) maßgeblich für die zukünftige Klassifikation des Wahnsinns.

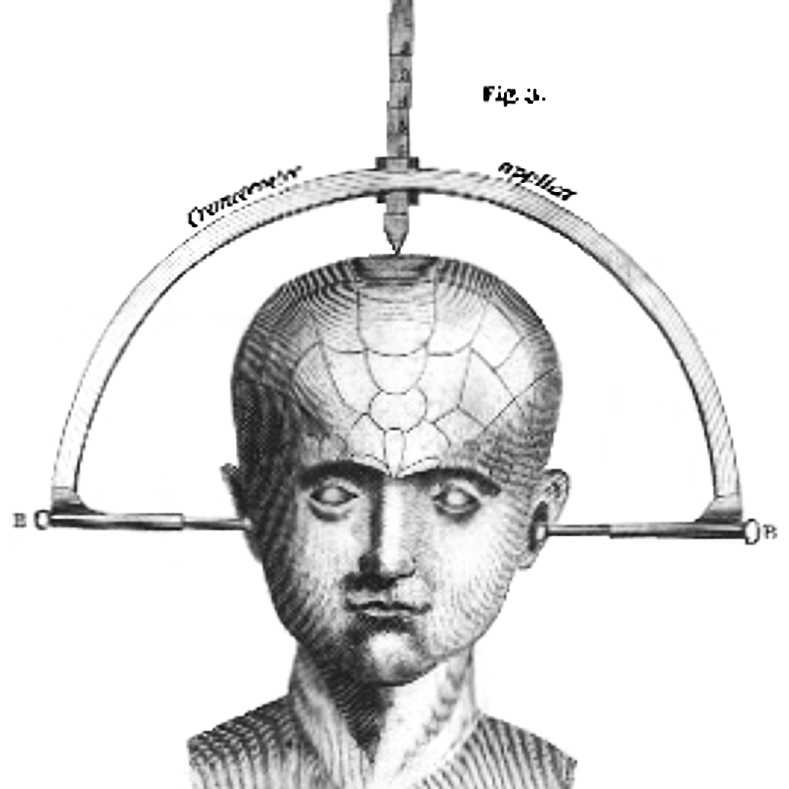
Abbildung aus einem kraniologischen Lehrbuch des 19. Jahrhunderts

Für den Arzt Franz Joseph Gall (1758–1828) zählte das Irresein zu den Krankheiten, die grundsätzlich materielle Ursachen hatten. In seiner Wiener Praxis begann er nach 1785 die Anatomie des Gehirns und neurologische Grundfragen zwischen Organstruktur und -funktion zu untersuchen. Er kam zu dem Ergebnis, dass das Gehirn aus vielen einzelnen Einheiten besteht, deren individuelles Versagen zu spezifischen Formen des Wahnsinns führen konnte. Damit begründete er die Phrenologie (griech. phren „Zwerchfell“, als Sitz der Seele in der griechischen Antike), deren Verbindung mit der Kraniologie (griech. kranion „Schädel“) versprach, durch einfaches Abmessen der Schädelform die Bestimmung von Intelligenz, Charakter und moralischer Verfasstheit eines Menschen zu ermöglichen.
Heute werden psychische Störungen und Erkrankungen nicht mehr unter einem allgemeinen Begriff wie „Wahnsinn“ zusammengefasst, sondern anhand verschiedener Diagnosesysteme, wie dem DSM 4 der American Psychiatric Association (Amerikanische Psychiatrische Vereinigung) oder der ICD-10 der WHO, fein differenziert; einen guten Überblick über das große diagnostische Spektrum dieser Störungen bietet die Liste psychischer Störungen.

## Therapien

### Magische Therapie
Eine Heilung des Wahnsinns wurde oft durch magische Mittel versucht, wobei die Gefahr besteht, 'den Teufel durch den Beelzebub (also einen anderen Teufel) auszutreiben'. Der Besessenheit durch böse Geister begegnete man aus christlicher Sicht dann richtig, wenn mit einem Exorzismus der Heilige Geist in den Kranken einzieht oder zumindest den Dämon vertreibt. Geistliche Heilungsmethoden standen den katholischen Gläubigen immer zur Verfügung. Darüber hinaus konnten diese auch Pilgerreisen zu besonderen Wallfahrtsstätten unternehmen oder Messen lesen lassen. Bei den evangelischen Kirchen wurde in späterer Zeit das Gebet, die geistliche Beratung und das Lesen der Bibel bevorzugt.

### Chirurgische Therapie

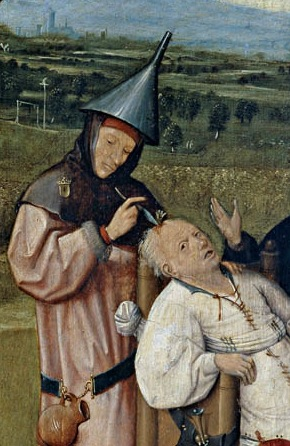
Hieronymus Bosch: Das Steinschneiden (um 1485)

Bohrungen (Trepanationen) an steinzeitlichen Schädeln könnten als erste historisch fassbare Hinweise auf eine Auseinandersetzung mit dem, was in späterer Zeit als Wahnsinn bezeichnet wurde, gedeutet werden. Paläopathologen vermuten, dass es sich hierbei möglicherweise um Versuche einer chirurgischen Behandlung von Geisteskranken gehandelt haben könnte, bei denen „bösen Geistern“ eine Möglichkeit zum Entweichen aus dem Schädel des Patienten geschaffen werden sollte. Ähnliche Behandlungsmethoden sind auch aus späterer Zeit bekannt (s. Abb.).
Die Schattenseiten der psychiatrischen Medizin zeigten sich in den höchst zweifelhaften chirurgischen Therapieversuchen des 19. und 20. Jahrhunderts wie etwa der Hysterektomie, Klitoridektomie oder der Lobotomie. Die gegen Mitte des 20. Jahrhunderts noch ohne Narkose eingesetzte Elektrokrampftherapie hat in der Öffentlichkeit angsteinflößende Vorstellungen von peinigenden „Elektroschocks“ zur Therapie Geisteskranker hinterlassen.

### Verwahrung und Zucht

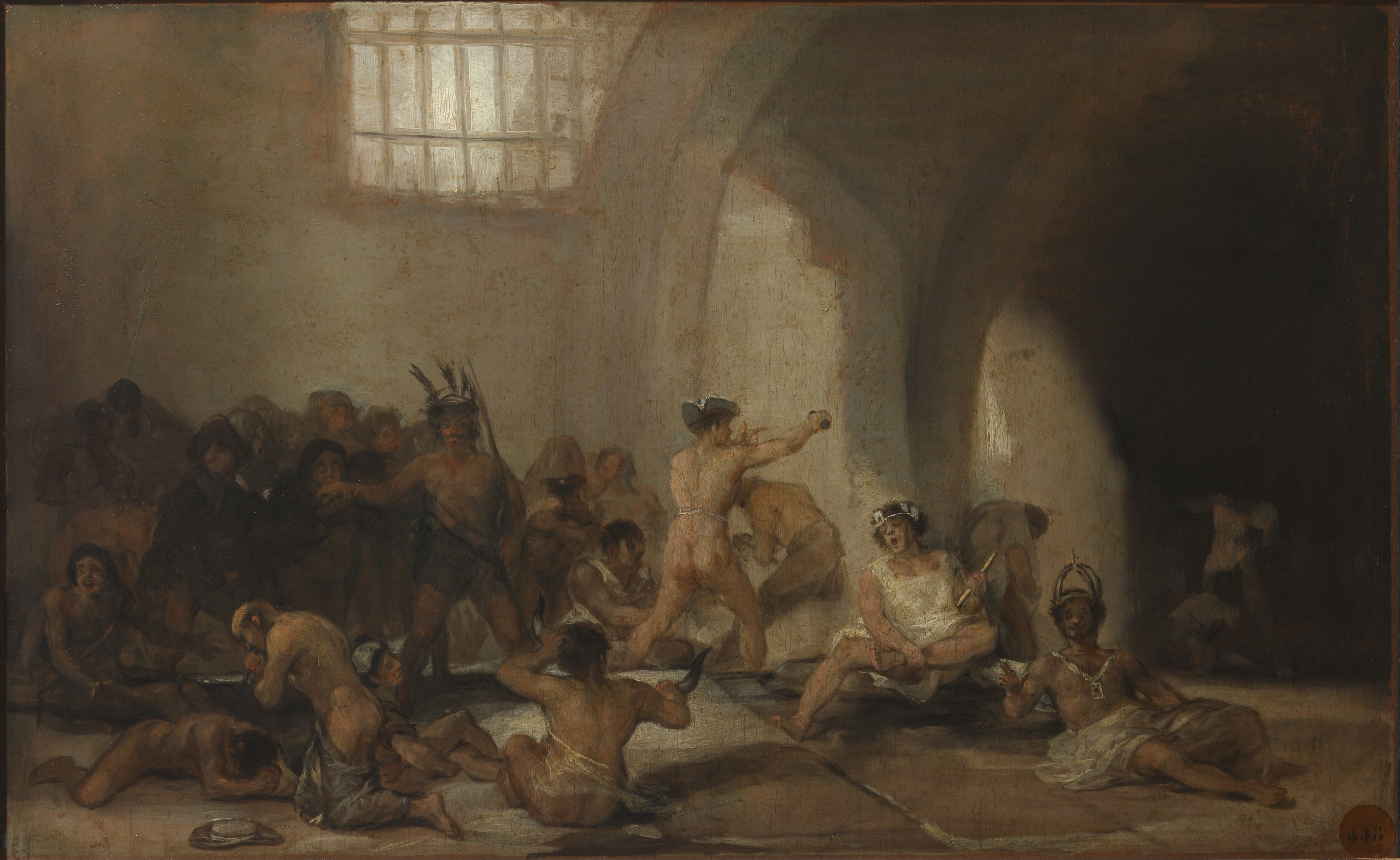
Francisco de Goya: Casa de Locos (1815/19)

Im Zeitalter des Absolutismus und Merkantilismus wurde der Wahnsinnige zusammen mit anderen Randgruppen, die nicht den geltenden Verhaltensnormen entsprachen oder sich nicht an die Regeln hielten, aus dem öffentlichen Bewusstsein entfernt und in Internierungsstätten (England: workhouses, Frankreich: hôpitaux généraux, Deutschland: „Zucht-, Arbeits- und Tollhäuser“) eingeschlossen und damit „unschädlich“ gemacht. Durch Zucht und Arbeit (häufig auch durch körperliche Züchtigung) sollte ihrer „Unvernunft“ entgegengewirkt werden. In einigen Asylen konnten die angeketteten Kranken als „Monstrositäten“ zur Abschreckung und Befriedigung der Schaulust gegen Eintritt durch vergitterte Fenster betrachtet werden.
Am Ende des 18. Jahrhunderts befreite die Aufklärung die „Irren“ zumindest aus ihren physischen Ketten. Die Betroffenen wurden prinzipiell als heilungsbedürftige Kranke anerkannt, wenngleich der Arzt vornehmlich damit beauftragt war, den Wahnsinnigen „zu seinem eigenen Wohle“ weiterhin zu isolieren und jegliche Disziplinierungstechnik, allen voran die „moralische Behandlung“, therapeutisch zu rechtfertigen.

### Keine Therapie

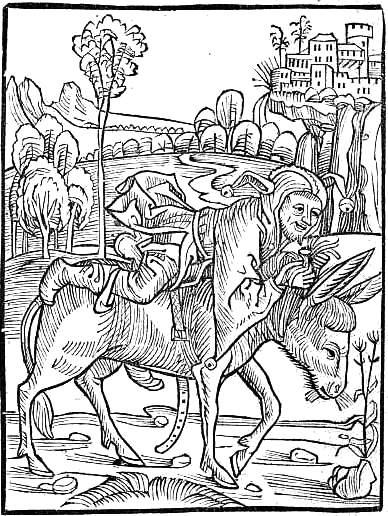
Holzschnitt von Albrecht Dürer (?) aus dem Narrenschiff (um 1494)

Im Mittelalter wurde der Wahnsinn in der Regel auf das Einwirken Gottes bzw. des Teufels zurückgeführt. Eine Möglichkeit der Hilfe für die Betroffenen, die man als „natürliche Narren“ bezeichnete, stand während der gesamten Epoche nicht zur Verfügung.
Die Betreuung der Wahnsinnigen war im Mittelalter sehr unterschiedlich. Die Haltung zu Krankheit und die Behandlung der Kranken hing stark von ihrem jeweiligen sozialen Milieu ab. Je höher der soziale bzw. materielle Status ihrer Familie, desto größer war die Chance der Betroffenen, gepflegt und umsorgt zu werden und ihren Zustand womöglich ausheilen zu lassen. Wahnsinnige aus reichen Familien wurden eher integriert, die aus armen Familien oftmals vertrieben.
Solange man sie nicht für gefährlich hielt, wurden Betroffene häufig sich selbst überlassen. Manche erhielten ein Narrenkleid, das sie selbst schützen und andere warnen sollte. Die Familien der Wahnsinnigen waren versorgungs- und regresspflichtig: „Over rechten doren unde over sinnelosen man ne sal man ok nicht richten; sweme sie aver scaden, ire vormünde sal it gelden.“ (Sachsenspiegel III 3). Waren Betroffene eine öffentliche Gefahr, schloss man sie in Stadttürmen oder zuhause ein, bisweilen auch in Narrenkisten oder Narrenkäfigen außerhalb der Stadtmauern. Fremde wurden aus den eigenen Gebieten verjagt.

### Psychotherapie und Psychopharmakatherapie
Seit den 1950er Jahren werden psychische Störungen und Erkrankungen, die früher dem Wahnsinn zugerechnet wurden, in aller Regel durch eine Kombination aus medikamentösen Maßnahmen (Psychopharmaka) und psychotherapeutischen Methoden behandelt, wobei der jeweilige Anteil dieser beiden Therapieformen je nach psychiatrischem Krankheitsbild und therapeutischem Ansatz unterschiedlich ist. Gesetzlich gefördert wird in Deutschland hauptsächlich die Verhaltenstherapie. Die Elektrokrampftherapie war in den letzten Jahrzehnten in die Kritik geraten, wird aber bei bipolaren Störungsbildern in ihrer modernen Form (unter Narkose) weiterhin von der Psychiatrie verwendet und zeigt bei sehr starken Depressionen auch zumindest temporäre Erfolge, die eine Verhaltenstherapie unter Umständen erst ermöglichen. Über die organischen Ursachen psychischer Erkrankungen, an denen eine Therapie direkt ansetzen könnte, ist allerdings wenig bekannt.
Bei akuter Selbst- oder Fremdgefährdung können psychisch erkrankte Personen auch gegen ihren Willen in einem psychiatrischen Krankenhaus untergebracht werden. In Deutschland ist dies durch die Psychisch-Kranken-Gesetze geregelt. Psychisch kranke Straftäter können auf Gerichtsbeschluss in Sicherungsverwahrung untergebracht werden, um die Gesellschaft vor ihnen zu schützen. Mit den Irrenhäusern des 19. Jahrhunderts haben die modernen psychiatrischen Kliniken zwar wenig gemein, dennoch sind diese oft als soziologischer Begriff weiterhin negativ besetzt.

## Wahnsinn in Kunst und Literatur
Die Darstellung des Wahnsinns ist in der Geschichte der Künste immer auch von Voyeurismus geprägt gewesen. Das Sujet ermöglichte es, das Subjektive, Symbolische, Phantastische und Irrationale zu gestalten. Träume, Ängste und vor allem das Hässliche waren hier bild- und textwürdig.

### Beispiele aus der bildenden Kunst

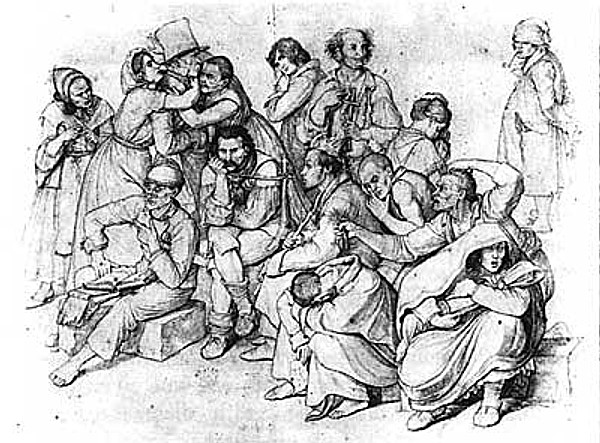
Wilhelm von Kaulbach: Narrenhaus (1834)

In der bildenden Kunst ist das Thema „Wahnsinn“ nicht übermäßig häufig dargestellt worden. Beliebte Sujets sind der Wahnsinn als Strafe oder Rache Gottes bzw. der Götter, die Heilung Besessener durch Jesus von Nazaret, die Apostel oder die Heiligen (siehe oben); ab dem 16. Jahrhundert auch Repräsentationen von Wahnsinnigen und Porträts, seit dem 18. Jahrhundert auch Darstellungen aus Irrenanstalten. Im Folgenden einige bekannte Beispiele:
- Typisierungen finden sich etwa in der Zeichnung Das Narrenhaus von Wilhelm von Kaulbach, der Fiktion einer realistischen Szene im Hof eines Irrenhauses, in der jede Person der dargestellten Gruppe einen eigenen Typus einer Geisteskrankheit repräsentiert. Die moralisierende Darstellung spiegelt eine biedermeierliche Pathognomik, die die individuellen Gesichtszüge als Symptomattribute des Wahnsinns interpretiert. Dargestellte Typen sind u. a. der eingebildete Philosoph, Feldherr und König; der Narr, der Melancholiker, die sexuell ausschweifende und die liebeskranke Frau, mehrere religiöse Wahnsinnige usw.

William Hogarth: A Rake’s Progress, Tafel 8 (1732/34)

- Berühmte Innenansichten aus Irrenasylen finden sich etwa bei William Hogarth oder Francisco de Goya. Hogarths achtes Bild der Serie „A Rake’s Progress“ zeigt eine Szene aus dem Bedlam, in der die wahnsinnigen Insassen sehr klischeehaft – etwa als eingebildeter Kaiser oder Papst mit den passenden, wenngleich karikierten Attributen – dargestellt sind. Die schaulustigen Besucherinnen spiegeln den Voyeurismus der Gesellschaft und des Betrachters. Besonders auffällig ist die Gruppe in der linken unteren Ecke des Bildes, die einer Pietà nachempfunden ist. Eine realistisch anmutende Szene bietet Goyas „Casa de Locos“, welches neben den üblichen Stereotypen auch die Verwahrlosung und das trostlose Dahindämmern der Alleingelassenen in der Dunkelheit der Verwahranstalt anzudeuten scheint.

Théodore Géricault: Monomania (1821/24), Detail

- Die ersten Portraits von Geisteskranken werden Théodore Géricault zugeschrieben, der in der Salpêtrière zwischen 1821 und 1824 von zehn Patienten zu wissenschaftlichen Zwecken Bilder anfertigte, wenngleich nicht mehr bekannt ist, welche Formen des Wahnsinns die Bilder darstellen sollten. Da sich die Krankheit in den Gesichtszügen widerspiegeln sollte, hebt die Lichtregie besonders die Physiognomie hervor. Géricault stellt nicht mehr das unmäßig Verzerrte oder Groteske in den Mittelpunkt, sondern seine subtilen Darstellungen lassen offen, wo die Grenze zwischen Normalität und Wahnsinn liegt.
- Darstellungen von Narren gehören nur teilweise und am Rande zum Themenkreis des Wahnsinns. Überschneidungen ergeben sich bisweilen bei den Attributen, an denen sich zum Teil auch Wahnsinnige erkennen lassen. Diese werden oftmals nicht nur in zerrissener oder schmutziger Kleidung dargestellt, sondern manchmal auch – um einen besonderen Kontrasteffekt zu erzielen – ähnlich den Narren mit Herrschaftszeichen ausgestattet, etwa Krone und Szepter, die auch deutlich als Attrappen kenntlich gemacht sein können. Das Motiv der „Welt als Narrenhaus“ ist eine weitere bildlich ausgestaltete Variante.

Siehe auch den Abschnitt Bildliche Darstellungen im Abschnitt über Symptome.

### Beispiele aus der Literatur

Giuseppe Maria Mitelli (1634–1718): Die Welt als Käfig voller Narren

In der Literatur stellt der Wahnsinn ein wichtiges Motiv dar, auch als Motivfügung der „Welt als Tollhaus“. Das Handlungsschema von Schuld und Sühne wird oftmals mit Hilfe des Wahnsinns maßgeblich gestaltet. Er ermöglicht den Aufbau der pathologischen Entwicklung, eine plausible Darstellung der ungezügelten Leidenschaften und ungehemmten Auftritte und den psychologisch begründeten Zusammenbruch einer Figur. Zugleich kann die Reaktion unterschiedlicher Personen auf die Konfrontation mit dem Wahnsinn gezeigt werden. Dieses Motiv kann den Leser bzw. Zuschauer gleichzeitig weitgehend in die Handlung verwickeln und trotzdem eine gewisse innere Distanz wahren lassen. Im Allgemeinen werden nur selten schwerste Geistesstörungen – die wenig Entwicklungsmöglichkeiten zulassen – dargestellt, sondern vielmehr Sinnestäuschungen, „Hysterie“, Rauschdelirien oder pathologische Langeweile.
Die Zuschreibungen für die Ursachen des Wahnsinns in den literarischen Darstellungen folgen in der Regel den jeweiligen historischen Auffassungen. In konservativer Sicht bleibt der Wahnsinn bis ins 19. Jahrhundert die Strafe für Verfehlungen, seit der Aufklärung ist er auch Konsequenz ungezügelter Leidenschaften, mit der Frühromantik tritt die außer Kontrolle geratene künstlerische Genialität als mögliche Ursache hinzu. Ab dem 19. Jahrhundert finden sich erste „realistische“ Studien des Krankheitsbildes bei Émile Zola, August Strindberg und Gerhart Hauptmann. Im absurden Theater ist der Wahnsinn schließlich die Verfassung der Welt selbst, die ohne jede vernünftige Sinndeutung zu sein scheint (z. B. Jean Genets Der Balkon). Für die Protagonisten kann dies auch bedeuten, den Un-Sinn einer Sinn-Gebung ihres Daseins zu erkennen.

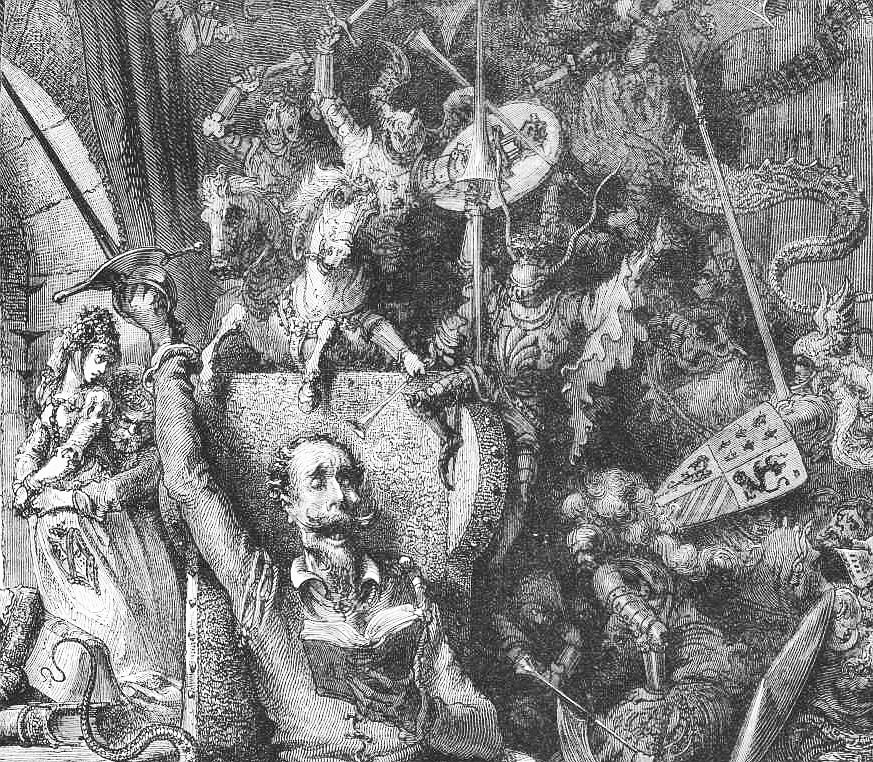
Gustave Doré, Illustration aus einer Ausgabe des Don Quijote (1880), Detail

Aus den zahllosen Werken der Literatur kann hier nur eine kleine Auswahl genannt werden. Zu den ältesten Darstellungen des Wahnsinns zählt der bereits erwähnte Iwein des Hartmann von Aue. William Shakespeare verwendet den Wahnsinn als Gestaltungsmittel mehrfach, am eindrücklichsten ist die monomane Besessenheit im Macbeth. Im satirischen Narrenschiff des Sebastian Brant werden die Menschen gleichsam vom kollektiven Wahnsinn der Gesellschaft angesteckt; in ähnlicher Weise werden in Erasmus von Rotterdams Lob der Torheit gesellschaftliche Zustände gegeißelt. Typische Vertreter der Romantik sind zum Beispiel E. T. A. Hoffmann mit der Darstellung des Medardus in den Elixieren des Teufels, des Nathanael im Sandmann oder des René Cardillac im Fräulein von Scuderi, sowie Bonaventura mit der Problematik einer bösartigen Weltverfassung bzw. eines wahnsinnigen Weltschöpfers in den Nachtwachen. Die Lebensläufe einzelner Handlungsträger in einer als absurd empfundenen Welt in den Wahnsinn hinein finden sich bei Georg Büchners Lenz, Dostojewskis Der Doppelgänger und in einigen Erzählungen Kafkas (je nach Interpretationsansatz u. a. Das Urteil, Ein Landarzt, Die Verwandlung). Eher gesellschaftskritisch sind die Schilderungen der Zustände in den Pflegeanstalten wie etwa am Beginn von Georg Heyms Der Irre.
Die wichtigste Funktion erfüllt der Wahnsinn als literarisches Motiv aber als Kennzeichnung des Endzustands einer Figur nach deren geistigen Zusammenbruch aufgrund unerträglicher psychischer Belastungen. In Miguel de Cervantes’ Roman Don Quijote gibt es für den Helden keine Lösungsmöglichkeit zwischen Wirklichkeit und Illusion, Shakespeares König Lear zerbricht an seiner ausweglosen Situation, Othello ist durch seine Eifersucht verblendet. Die Problematik des Künstlers zerreibt Goethes Torquato Tasso ebenso wie den Protagonisten Aschenbach in Thomas Manns Novelle Der Tod in Venedig bzw. den Protagonisten in Doktor Faustus. Schuldgefühle treiben Hauptmanns Bahnwärter Thiel in die geistige Umnachtung ebenso wie Gretchen im Faust; aber auch Armut und Hunger können die Menschen um den Verstand bringen (z. B. in John Steinbecks Früchte des Zorns, zur gesellschaftlichen Problematik siehe auch Allen Ginsbergs Howl).
Vergleiche auch den Abschnitt Literarische Beschreibungen im Abschnitt über Symptome.